# John Blackwell
John Blackwell (Columbia, 9 september 1973 – Land O' Lakes, 4 juli 2017) was een Amerikaanse eigentijdse r&b-, funk-, jazz-, fusion en pop-drummer, bekend door zijn werk met Prince. Later was hij lid van D'Angelo's achtergrondband The Vanguard.

## Biografie
Blackwell werd geboren en getogen in Columbia, South Carolina en begon op 3-jarige leeftijd met drummen. Hij leerde van zijn vader, John Blackwell sr., zelf drummer, die speelde met Mary Wells, King Curtis, Joe Simon, J.J. Jackson, The Drifters, The Spinners en anderen. Blackwell verklaarde dat hij synesthesie had sinds zijn kindertijd en kleuren aanzag voor muzieknoten en dat hij op de middelbare school een absoluut gehoor had.
Als tiener speelde Blackwell op de middelbare school zowel in jazz- als in marsbands en speelde op 13-jarige leeftijd in jazzclubs. Op 17-jarige leeftijd kreeg hij zijn eerste professionele optreden als back-up van jazzzanger en bandleider Billy Eckstine. Na de middelbare school ging hij naar het Berklee College of Music en werkte hij gestaag in lokale jazzclubs in Boston. Hij verliet Berklee in 1995 om te spelen met de funkband Cameo, een optreden dat drie jaar duurde.
Blackwell verhuisde in 1998 naar Los Angeles om meer drumwerk te doen en kreeg drie jaar een baan bij Patti LaBelle. Hij verscheen op haar album Live! One Night Only, dat de Grammy Award won voor de beste traditionele r&b vocale uitvoering. Blackwell ontmoette Prince tijdens het optreden met LaBelle in Minneapolis. Blackwell toerde met de Japanse zanger Hikaru Utada en trad vervolgens in september 2000 toe tot The New Power Generation van Prince.
Blackwell speelde 12 jaar incidenteel met Prince en verscheen op verschillende publicaties, waaronder de albums The Rainbow Children (2001), Live at the Aladdin (2003, dvd) in Las Vegas, het instrumentale album NEWS (2003), dat werd genomineerd voor een Grammy Award voor 'Beste pop-instrumentale album' en Musicology van 2004. Blackwell trad op met Justin Timberlake tijdens zijn FutureSex/LoveShow-tournee. Hij speelde ook met Crystal Kay, P. Diddy en Charlie Singleton. Blackwell speelde op het Buddy Rich Memorial Concert in 2008.
Blackwell speelde met Maze en Frankie Beverly. Hij bracht zijn debuutalbum The John Blackwell Project uit in december 2009. Hij heeft twee educatieve drum-dvd's uitgebracht: John Blackwell - Technique, Grooving en Showmanship en John Blackwell. Hij trad toe tot het Europese deel van zanger D'Angelo's The Second Coming Tour in 2015, als lid van diens band The Vanguard. Hij toerde ook dat jaar als lid van de Basssy Bootsy's Rubber Band van bassist William 'Bootsy' Collins.
Hij had bevestigingen van Dixon Drums, Remo Drumheads, Regal Tip Drumsticks en Turkish Cymbals. Eerder tekende hij bij Tama Drums, Yamaha Drums, Evans Drumheads, Sabian Cymbals, Zildjian Cymbals and Drumsticks en Vater Drumsticks.
Blackwell sloot zich aan bij Xuwei's band voor diens tournee At This Moment (Xuwei: Chinese muzikant) in 2013. Ze traden op in steden als Beijing (17 mei), Shanghai (13 juli), Harbin (10 augustus), Hangzhou (24 augustus) ) en Shenzhen (7 september).

## Overlijden
In juli 2016 kondigde Blackwell aan dat hij zijn linkerarm en -been niet meer kon gebruiken en dat dit kwam door een hersentumor. Op 4 juli 2017 kondigde zijn vrouw aan, dat John Blackwell was overleden op 4 juli 2017 op 43-jarige leeftijd.
- Gemeinsame Normdatei: 136232299
- International Standard Name Identifier: 0000 0000 5832 5853
- Library of Congress Control Number: no2016075118
- MusicBrainz: ae361d5d-03fa-4922-909a-9de57e66b286
- Virtual International Authority File: 80613287
- WorldCat: E39PBJxd6jRdD9qjKRyJJ8FBT3